# Andy Contes
Dylan Clayton (ur. 24 grudnia 1977) – amerykański kolarz BMX, srebrny medalista mistrzostw świata. 

## Kariera
Największy sukces w karierze Dylan Clayton osiągnął w 1998 roku, kiedy zdobył srebrny medal w kategorii elite podczas mistrzostw świata w Melbourne. W zawodach tych wyprzedził go jedynie Francuz Thomas Allier, a trzecie miejsce zajął oraz Brytyjczyk Dylan Clayton. Był to jedyny medal wywalczony przez Contesa na mistrzostwach świata. Ponadto Contes zajął szóste miejsce w konkurencji cruiser na rozgrywanych dwa lata później mistrzostwach w Córdobie.